# نجف‌آباد (پاسارگاد)
نجف‌آباد (پاسارگاد)، روستایی از توابع بخش مرکزی شهرستان پاسارگاد در استان فارس ایران است.

## جمعیت
این روستا در دهستان سرپنیران قرار دارد و براساس سرشماری مرکز آمار ایران در سال ۱۳۸۵، جمعیت آن ۵۴ نفر (۱۴خانوار) بوده‌است.